# Say You Like Me
Say You Like Me è il secondo singolo estratto dal terzo album dei We the Kings, Sunshine State of Mind.

## Formazione
- Travis Clark - composizioni chitarra pianoforte, programmazione, voce
- Drew Thomsen - basso
- Hunter Thomsen - chitarra, voce
- Danny Duncan - batteria

## Classifiche
- Pop Songs: numero 38[1]

## Curiosità
- È stato il secondo fra i pochissimi singoli offerti gratuitamente da iTunes nel 2011[2]